# Independência Esporte Clube (Osasco)
O Independência Esporte Clube é um clube brasileiro de futebol da cidade de Osasco.
A equipe foi fundada em 8 de março de 1975 e disputou duas edições dos campeonatos paulistas das divisões de acesso, sendo uma da terceira divisão (atual A3) em 1975 e uma da segunda divisão (atual A2) em 1976.
Atualmente o departamento de futebol do clube se dedica apenas a competições amadoras.

## Participações em estaduais
- Segunda Divisão (atual A2) = 1 (uma)

- 1976
- Terceira Divisão (atual A3) = 1 (uma)

- 1975